# Brian Callison
Brian Callison, né le 13 juillet 1934 à Manchester dans le comté du Grand Manchester et mort le 5 février 2024 à Dundee, est un écrivain britannique, connu pour ses romans se déroulant dans le milieu maritime.

## Biographie
Né à Manchester, Brian Callison fréquente la High School of Dundee (en), en Écosse. À l'âge de seize ans, il s'engage comme midshipman dans la compagnie maritime Blue Funnel Line (en). Il navigue entre l'Europe, l'Asie de l'Est et l'Australie sur des navires de fret. Il quitte ensuite le monde maritime, reprend ses études et se lance dans une carrière de romancier parmi d'autres activités.
En 1970, il rencontre le succès avec son premier roman A Flock of Ships, une œuvre de fiction se déroulant dans le milieu maritime avec pour trame de fond la disparition et la redécouverte d'un navire militaire de la Seconde Guerre mondiale. Cet écrit est traduit en français sous le titre Des navires et des hommes en 1972. Callison poursuit sa carrière et publie notamment des fictions historiques et des romans d'aventures, comme Mic-mac marin (A Plague of Sailors), l'histoire de l'officier de la marine marchande Brevet Cable qui parcourt les mers du monde pour garantir la paix sur terre.

## Œuvre

### Romans

#### SérieBrevet Cable
- A Plague of Sailors (1971) Publié en français sous le titre Mic-mac marin, traduction de Antoine Bodart, Paris, Presses de la Cité, coll. « Espiorama » no 22, 1972, réédition, Paris, Presses de la Cité, coll. « Punch » no 24, 1972 ; réédition, Paris, Presses de la Cité, coll. « Punch » seconde série no 25, 1977
- A Frenzy of Merchantmen ou An Act of War (1977)

#### SérieEdward Trapp
- Trapp's War (1974)
- Trapp's Peace (1979)
- Trapp and World War Three (1988)
- Crocodile Trapp (1993)
- Trapp's Secret War (2007)

#### Autres romans
- A Flock of Ships (1970) Publié en français sous le titre Des navires et des hommes, traduction de René Jouan, Paris, Presses de la Cité, 1970
- The Dawn Attack (1972)
- A Web of Salvage (1973)
- A Ship Is Dying (1976)
- The Judas Ship (1978)
- The Auriga Madness (1980)
- The Sextant (1981)
- Spearfish (1983)
- The Bone Collectors (1984)
- A Thunder of Crude (1986)
- The Trojan Hearse (1990)
- Ferry Down (1998)
- The Stollenberg Legacy (2000)
- Redcap (2006)